# Flow - O pisică fără frică
Flow (în letonă Straume) este un film de aventură animat din 2024 regizat de Gints Zilbalodis, scris și produs de Zilbalodis și Matīss Kaža. O coproducție letonă, franceză și belgiană, care nu prezintă dialoguri și urmărește o pisică care încearcă să supraviețuiască alături de alte animale într-o lume aparent post-apocaliptică, în timp ce nivelul apei crește dramatic .
Producția filmului Flow a început în 2019 și a durat cinci ani și jumătate, animația fiind realizată folosind software-ul liber cu sursă deschisă Blender. Jacques Tati și Future Boy Conan au inspirat realizarea acestui film. Pentru producție nu au fost folosite storyboard-uri pentru producție și nu au existat scene șterse.
Filmul Flow a avut premiera pe 22 mai 2024 la Festivalul de Film de la Cannes, în secțiunea Un Certain Regard, și a fost lansat în cinematografele letone pe 29 august în același an. Filmul a fost aclamat de critici și a doborât mai multe recorduri de box office letone, devenind cel mai vizionat film din cinematografele letone din istorie. La cea de-a 97-a ediție a Premiilor Academiei, Flow a câștigat premiul pentru Cel mai bun film de animație și a fost nominalizat la Premiile Academiei pentru Cel mai bun film internațional. Acesta a fost primul film din Letonia care a primit o nominalizare la Premiile Academiei și a câștigat. Filmul a câștigat de asemenea premiul Globul de Aur pentru Cel mai bun film de animație. Ambele statuete au fost ulterior expuse la Muzeul Național de Artă al Letoniei.

## Rezumat
Un motan gri închis rătăcește printr-o pădure unde întâlnește o haită de câini care pescuiesc. După ce le fură un pește, este urmărit și, în timp ce fuge, supraviețuiește unei inundații alături de câini. Un Labrador galben îl urmărește până la o cabană abandonată, dar nivelul apei continuă să crească. Motanul se refugiază pe o statuie uriașă de pisică, dar când aceasta este acoperită complet de apă, sare pe o barcă cu un capibara la bord.
A doua zi, în timp ce plutesc printr-o pădure inundată, motanul cade în apă și este salvat de o balenă mutantă, apoi capturat de o pasăre secretar albă care îl duce în zbor și îi oferă o privire către niște coloane uriașe de piatră. După ce este eliberat înapoi pe barcă, alături de capibara și un lemur, echipajul este completat și de pasărea-secretar rănită, exclusă de propria ei turmă.
Grupul ajunge într-un oraș semi-scufundat, unde are loc un conflict între lemur și pasărea-secretar. O balenă apare din nou și eliberează barca dintr-un copac în care se blocase. Motanul învață să înoate și să pescuiască, iar echipajul salvează câinii rămași blocați într-un turn. Într-o furtună, motanul ajunge singur într-unul dintre stâlpii uriași și o regăsește pe pasărea secretar. Un portal se deschide deasupra lor, iar pasărea dispare în lumină.
După ce nivelul apei scade brusc, motanul rătăcește prin pădure, regăsește lemurul și, împreună, salvează barca și capibara. Câinii fug după un iepure, iar motanul și capibara scapă la limită de prăbușirea copacului. În final, un nou val de cerbi sperie grupul, iar motanul găsește balena eșuată și o consolează. Alături de prietenii săi, motanul privește coloanele de piatră, reflectând asupra călătoriei.
Într-o scenă post-credite, o balenă este văzută ieșind la suprafață din ocean.

## Producție
În 2012, Zilbalodis a produs Aqua, un scurtmetraj despre o pisică care își depășește frica de ocean. Premisa din Aqua a servit drept bază pentru Flow. Zilbalodis a folosit softul Maya pentru a-și anima lucrările până în 2019. Apoi a trecut la softul Blender, datorită randatorului său în timp real EEVEE, și l-a folosit pe acesta pentru a anima producția Flow.

### Animale

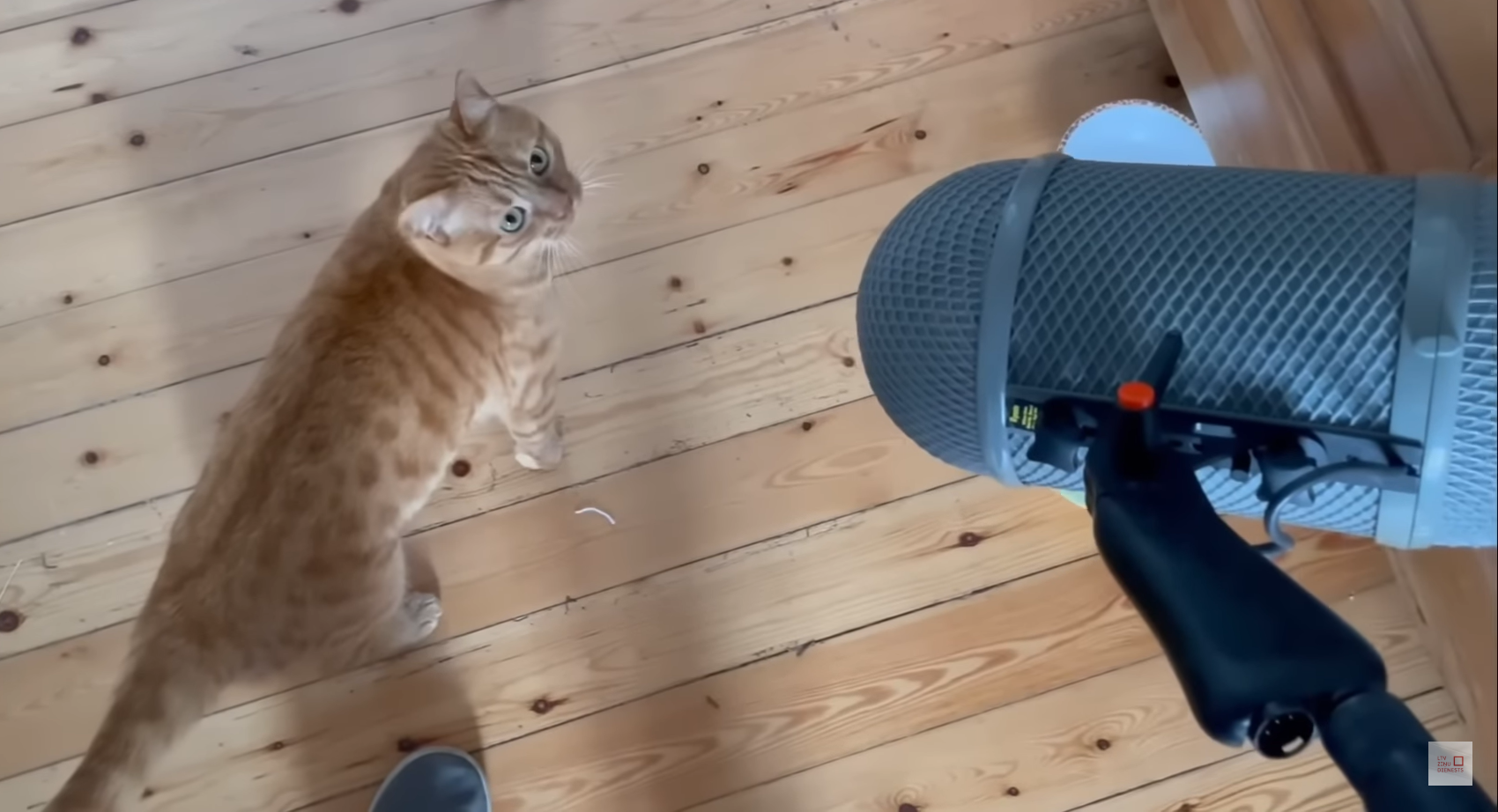
Miut, pisica designerului de sunet Gurwal Coïc-Gallas, a oferit vocea pisicii din Flow.

Capibara și lemurii au fost studiați în grădini zoologice precum Grădina Zoologică Izu Shaboten din Japonia. Inițial, se presupunea că balena ar fi fost inspirată de o balenă reală, dar a fost reproiectată pentru a arăta mai mitic. Pasărea secretară a fost inițial planificată să fie un pescăruș, dar a fost schimbată deoarece pescărușul era prea mic. Barca folosită de personajele principale a fost inspirată de felucile mediteraneene.

### Design muzical și sonor
Șapte ore de muzică au fost compuse de Zilbalodis, iar 50 de minute din aceasta au fost folosite în film. Designerul de sunet Gurwal Coïc-Gallas a folosit sunete reale de animale pentru fiecare personaj reprezentat în film. 
 

## Lansare
Filmul Flow a fost selectat pentru premiera în secțiunea Un Certain Regard a Festivalului de Film de la Cannes din 2024, pe 22 mai 2024. A fost primul film leton prezentat în acea secțiune după filmul The Shoe/Pantoful din 1998. A fost prezentat la Festivalul Internațional de Film de Animație de la Annecy din 2024, unde a primit Premiul Juriului, Premiul Publicului și Premiul Fundației Gan pentru Distribuție la categoria Lungmetraj.  Flow a fost prezentat la Festivalul Internațional de Animație de la Ottawa din 2024, unde a primit Marele Premiu pentru Lungmetraj de Animație. Filmul a fost proiectat și la Festivalul Internațional de Film de la Toronto din 2024 și la Festivalul Internațional de Film de la Vancouver din 2024. Filmul a fost invitat la „Open Cinema” în cadrul celei de-a 29-a ediții a Festivalului Internațional de Film de la Busan și a fost proiectat la teatrul în aer liber în octombrie 2024. Filmul Flow a fost proiectat în competiție la Festivalul Internațional de Film de la Melbourne din 2024, unde a câștigat Premiul Special al Juriului.
Flow a avut premiera la Splendid Palace, cinematograful din Riga, Letonia, pe 28 august 2024 și a fost lansat la nivel național a doua zi de Baltic Content Media. UFO Distribution a lansat filmul în cinematografele din Franța pe 30 octombrie 2024.  A avut o lansare limitată în Statele Unite de către Janus Films și Sideshow în New York și Los Angeles pe 22 noiembrie 2024, înainte de a fi lansat în 200 de cinematografe pe 6 decembrie. Filmul a fost lansat în Belgia pe 15 ianuarie 2025 de Le Parc Distribution.
Un joc de societate bazat pe film a fost lansat în ianuarie 2025.

## Recunoaștere
Flow a devenit cel mai vizionat film din istoria Letoniei. Peste 306.000 de bilete au fost vândute în Letonia, depășind B lizzard of Souls și devenind filmul cu cele mai multe vizionări din istoria țării.

Statueta lui Zilbalodis, laureată a Premiului Academiei, a fost expusă la Muzeul Național de Artă al Letoniei.

Flow a fost prima producție letonă care a câștigat un premiu Oscar și un Glob de Aur. A fost, de asemenea, primul film independent care a câștigat Premiul Oscar pentru cel mai bun film de animație și al doilea film de animație nominalizat atât la Premiul Oscar pentru cel mai bun film internațional, cât și la Cel mai bun film de animație, după Flee .

## Impact
Datorită popularității filmului în Letonia, o statuie a pisicii din Flow a fost instalată la Riga. Inițial a fost instalat în fața Monumentului Libertății și a fost mutată în Piața Primăriei în aprilie 2025. În plus, serviciul poștal național leton, Latvijas Pasts, a lansat un timbru poștal comemorativ în ediție limitată dedicat filmului.
Zilbalodis a fost onorat cu titlul de „Cetățeanul Anului Riga” în 2024. Datorită succesului filmului Flow, investițiile în industria cinematografică letonă au crescut.